# Свети Никола (Градево)
Вижте пояснителната страница за други значения на Свети Никола.
„Свети Николай“ или „Свети Никола“ е възрожденска църква в симитлийското пиринско село Градево, България, част от Неврокопската епархия на Българската православна църква. Обявена е за паметник на културата.

## Архитектура
Църквата е построена през 1861 година в Овнарска махала на селото. В архитектурно отношение представлява каменна трикорабна псевдобазилика с нартекс и трем от западната и южната страна. В средния кораб на пода има барелефна мраморна плоча с годината на строежа. Таваните са касетирани и боядисани, като на този над централния кораб е изобразен Христос Вседържител. Ценен е и парапетът на женската църква. Иконостасът е рисуван и частично резбован. Иконостасните икони са дело на майстори от Банската художествена школа. Тяхно дело са и изписаните амвон, владишки трон и два малки проскинитария. Църквата има и три интересни свещника.